# 神 (中医)
神（しん）とは、伝統中国医学における、広義には全ての生理活動を主宰し、それを表現するものである。狭義には、精神思惟活動を主宰するものである。
広義の神は、精神・知覚・活動などの、全ての生理活動を主宰し、それを体外に表現するものである。生命体はただの物質ではなく、それを良く働かせ活動させている状態にあることが、生命という存在であり、肉体という形体と神という働きの結合は一体で、神がなければ生命は死に至る。『素問』「移精変気論」は「神を得る者は昌（さか）え、神を失う者は亡ぶ」とある。神の基礎にあるものは精である。『霊枢』「本神篇」は「生命力のよって来たるところを精といい、陰と陽の両精が結びついたものを神という」とする。
狭義の神は、心が蔵しつかさどる、精神・思考・感情・意識活動を主宰するものである。『素問』「宣明五気論」に「心は神を蔵す」とある。同じ『素問』「宣明五気論」は「心は神を蔵し、肺は魄を蔵し、肝は魂を蔵し、脾は意を蔵し、腎は志を蔵す」とあるが、これらは神・魄・魂・意・志の用語によって精神活動の五臓における影響を区別しているのであり、その全ては神が統括し主宰している。

## 関連文献
- 加納喜光『中国医学の誕生』東京大学出版会、1987年。ISBN 978-4130130325。（第4章 脳と心―精神のあかりをめぐって（「君主之官」「神明之主」「元神之府」））